# Fußball-Europameisterschaft der Frauen 2009/Norwegen
Dieser Artikel behandelt die norwegische Fußballnationalmannschaft der Frauen bei der Europameisterschaft 2009 in Finnland.

## Qualifikation
Norwegen wurde für die Qualifikation in die Gruppe 6 gelost und traf auf Israel, Österreich, Polen und Russland. Mit sieben Siegen und einem Unentschieden wurden die Norwegerinnen Gruppensieger und blieben dabei ohne Gegentor.
Russland setzten sich in den Play-off-Spielen gegen Schottland aufgrund der Auswärtstorregel durch und qualifizierte sich ebenfalls für die EM-Endrunde.

### Tabelle
| Pl. | Land       | Sp. | S | U | N | Tore    | Diff. | Punkte |
| --- | ---------- | --- | - | - | - | ------- | ----- | ------ |
| 1.  | Norwegen   | 8   | 7 | 1 | 0 | 026:000 | +26   | 22     |
| 2.  | Russland   | 8   | 6 | 1 | 1 | 025:700 | +18   | 19     |
| 3.  | Österreich | 8   | 3 | 0 | 5 | 013:180 | −5    | 09     |
| 4.  | Polen      | 8   | 2 | 1 | 5 | 011:200 | −9    | 07     |
| 5.  | Israel     | 8   | 0 | 1 | 7 | 003:330 | −30   | 01     |

### Spiele
| Datum      | Spielort      | Gegner     | Ergebnis  | Torschützen |
| ---------- | ------------- | ---------- | --------- | --- |
| 17.06.2007 | Tel Aviv      | Israel     | 0:3 (0:3) | 0:1 Gulbrandsen (50.), 0:2 Gulbrandsen (73.), 0:3 Wiik (78.)                                                                                           |
| 21.06.2007 | Lillestrøm    | Österreich | 3:0 (1:0) | 1:0 Gulbrandsen (44.), 2:0 Wiik (72.), 3:0 Rønning (90.)                                                                                               |
| 27.10.2007 | Stavanger     | Russland   | 3:0 (1:0) | 1:0 Wiik (23.), 2:0 Gulbrandsen (62.), 3:0 Larsen Kaurin (88.)                                                                                         |
| 03.05.2008 | Kristiansand  | Israel     | 7:0 (3:0) | 1:0 Wiik (12.), 2:0 Gulbrandsen (19.), 3:0 Wiik (45.), 4:0 Mykjåland (52.), 5:0 Christensen (54.), 6:0 S. Norbdy (75. Elfmeter), 7:0 Gulbrandsen (82.) |
| 07.05.2008 | Stavanger     | Polen      | 3:0 (2:0) | 1:0 Storløkken (19.), 2:0 Gulbrandsen (39.), 3:0 Wiik (46.)                                                                                            |
| 21.06.2008 | Amstetten     | Österreich | 0:4 (0:2) | 0:1 Mykjåland (7.), 0:2 Gulbrandsen (19.), 0:3 Mykjåland (58.), 0:4 Mykjåland (74.)                                                                    |
| 25.06.2008 | Kutno         | Polen      | 0:3 (0:1) | 0:1 Gulbrandsen (38.), 0:2 Mykjåland (50.), 0:3 Herlovsen (88.)                                                                                        |
| 02.10.2008 | Krasnoarmeisk | Russland   | 0:0       | |

Grün unterlegte Ergebnisse kennzeichnen einen Sieg, gelb unterlegte Unentschieden.

## Kader
| Nummer     | Name                     | Verein vor EM-Beginn   | Geburtstag | Sp.      | Tor      |          |          |          |
| Torhüter   | Torhüter                 | Torhüter               | Torhüter   | Torhüter | Torhüter | Torhüter | Torhüter | Torhüter |
| ---------- | ------------------------ | ---------------------- | ---------- | -------- | -------- | -------- | -------- | -------- |
| 1          | Ingrid Hjelmseth         | Stabæk Fotball         | 10.04.1980 | 5        | 0        | 0        | 0        | 0        |
| 12         | Caroline Knutsen         | Røa IL                 | 21.11.1983 | 0        | 0        | 0        | 0        | 0        |
| 13         | Christine Colombo Nilsen | Kolbotn IL             | 30.04.1982 | 0        | 0        | 0        | 0        | 0        |
| Abwehr     |                          |                        |            |          |          |          |          |          |
| 2          | Toril Hetland Akerhaugen | Stabæk Fotball         | 05.03.1982 | 5        | 0        | 1        | 0        | 0        |
| 15         | Hedda Gardsjord          | Røa IL                 | 28.06.1982 | 1        | 0        | 0        | 0        | 0        |
| 6          | Camilla Huse             | Røa IL                 | 31.08.1979 | 5        | 0        | 0        | 0        | 0        |
| 3          | Marita Skammelsrud Lund  | Team Strømmen FK       | 29.01.1989 | 2        | 0        | 0        | 0        | 0        |
| 17         | Maren Mjelde             | Arna-Bjørnar           | 06.11.1989 | 5        | 0        | 2        | 0        | 0        |
| 7          | Trine Rønning            | Stabæk Fotball         | 14.06.1982 | 4        | 0        | 1        | 0        | 0        |
| 18         | Runa Vikestad            | Kolbotn IL             | 13.08.1984 | 0        | 0        | 0        | 0        | 0        |
| Mittelfeld |                          |                        |            |          |          |          |          |          |
| 5          | Anneli Giske             | Fløya IF               | 25.07.1985 | 5        | 1        | 0        | 0        | 0        |
| 19         | Ingvild Landvik Isaksen  | Kolbotn IL             | 10.02.1989 | 2        | 0        | 0        | 0        | 0        |
| 14         | Marit Sandvei            | Team Strømmen FK       | 21.05.1987 | 0        | 0        | 0        | 0        | 0        |
| 4          | Ingvild Stensland        | Olympique Lyon         | 03.08.1981 | 5        | 0        | 0        | 0        | 0        |
| 21         | Lene Storløkken          | Team Strømmen FK       | 20.06.1981 | 5        | 1        | 0        | 0        | 0        |
| Angriff    |                          |                        |            |          |          |          |          |          |
| 8          | Solveig Gulbrandsen      | Stabæk Fotball         | 12.01.1981 | 5        | 0        | 0        | 0        | 0        |
| 9          | Isabell Herlovsen        | Kolbotn IL             | 23.06.1988 | 5        | 1        | 0        | 0        | 0        |
| 11         | Leni Larsen Kaurin       | 1. FFC Turbine Potsdam | 21.03.1981 | 3        | 0        | 0        | 0        | 0        |
| 20         | Kristin Lie              | Trondheims-Ørn SK      | 13.12.1978 | 1        | 0        | 0        | 0        | 0        |
| 22         | Cecilie Pedersen         | Avaldsnes IL           | 14.09.1990 | 5        | 2        | 0        | 0        | 0        |
| 16         | Elise Thorsnes           | Røa IL                 | 14.08.1988 | 2        | 0        | 0        | 0        | 0        |
| 10         | Melissa Wiik             | Stabæk Fotball         | 07.02.1985 | 3        | 0        | 0        | 0        | 0        |
| Trainer    |                          |                        |            |          |          |          |          |          |
|            | Bjarne Berntsen          |                        | 21.12.1956 |          |          |          |          |          |

## Spiele

### Vorrunde
Norwegen traf in der Vorrundengruppe B auf Deutschland, Frankreich und Island. Mit einem Sieg, einem Unentschieden und einer Niederlage wurde die Mannschaft Gruppendritter.
| Pl. | Land        | Sp. | S | U | N | Tore    | Diff. | Punkte |
| --- | ----------- | --- | - | - | - | ------- | ----- | ------ |
| 1.  | Deutschland | 3   | 3 | 0 | 0 | 010:100 | +9    | 09     |
| 2.  | Frankreich  | 3   | 1 | 1 | 1 | 005:700 | −2    | 04     |
| 3.  | Norwegen    | 3   | 1 | 1 | 1 | 002:500 | −3    | 04     |
| 4.  | Island      | 3   | 0 | 0 | 3 | 001:500 | −4    | 0      |

|                                                                     |   |            |           |
| Montag, 24. August 2009 um 17:00 Uhr* in Tampere                    |   |            |           |
| Deutschland                                                         | – | Norwegen   | 4:0 (1:0) |
| Donnerstag, 27. August 2009 um 20:00 Uhr* in Lahti                  |   |            |           |
| Island                                                              | – | Norwegen   | 0:1 (0:1) |
| Sonntag, 30. August 2009 um 16:00 Uhr* in Helsinki (Fußballstadion) |   |            |           |
| Norwegen                                                            | – | Frankreich | 1:1 (1:1) |

* Ortszeit (MESZ+1)

### Viertelfinale
|                                                                       |   |          |           |
| Freitag, 4. September 2009 um 20:00 Uhr* in Helsinki (Fußballstadion) |   |          |           |
| Schweden                                                              | – | Norwegen | 1:3 (0:2) |

### Halbfinale
|                                                                      |   |          |           |
| Montag, 7. September 2009 um 19:00 Uhr* in Helsinki (Fußballstadion) |   |          |           |
| Deutschland                                                          | – | Norwegen | 3:1 (0:1) |

* Ortszeit (MESZ+1)